# مجلة العقيق
مجلة العقيق، إحدى المجلات العلمية المحكمة الصادرة في المملكة العربية السعودية. تهتم بكل ما يتعلق بالبحوث والدراسات الأدبية والثقافية.

## هدفها
خدمة النشر العلمي وتنشيطه من خلال نشر البحوث ومراجعات الكتب والدراسات والتقارير والمسترجعات الثقافية والأدبية والعلمية ذات الجودة العالية.

## شروط النشر
- الجدة والأصالة في المادة المقدمة والمعدة للنشر.
- في حال قدم البحث مكتوبًا يشترط أن يكون بخط واضح، ويفضل تقديم البحث مطبوعًا.
- الالتزام بالمنهج العلمي في التخريج والتوثيق على أن توضع قائمة المصادر والمراجع المعتمد عليها في آخر الدراسة.
- يشترط ألا تزيد صفحات البحث المقدم عن 25 صفحة.[3]